# Staw kulisty panewkowy
Staw kulisty panewkowy (łac. articulatio cotylica) – rodzaj stawu charakteryzujący się kulistymi powierzchniami stawowymi (wklęsłą panewką i wypukłą główką). Duża część główki znajduje się w panewce, co zmniejsza jego możliwości ruchowe w porównaniu do stawu kulistego wolnego. Przykładem stawu kulistego panewkowego u człowieka jest staw biodrowy.